# Kouhdacht

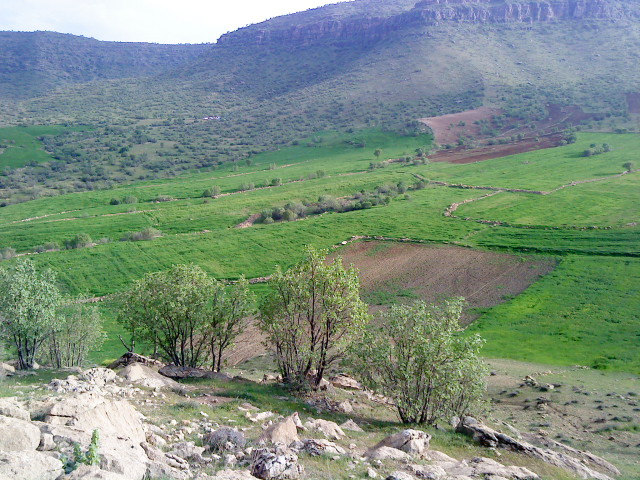
Kohdasht - Lakestan - lorestan - iran.

Koudacht (ou Kuhdasht ; en persan : كوهدشت / Kuhdašt) est une ville de la province du Lorestan en Iran.